# マッケンジーキング島

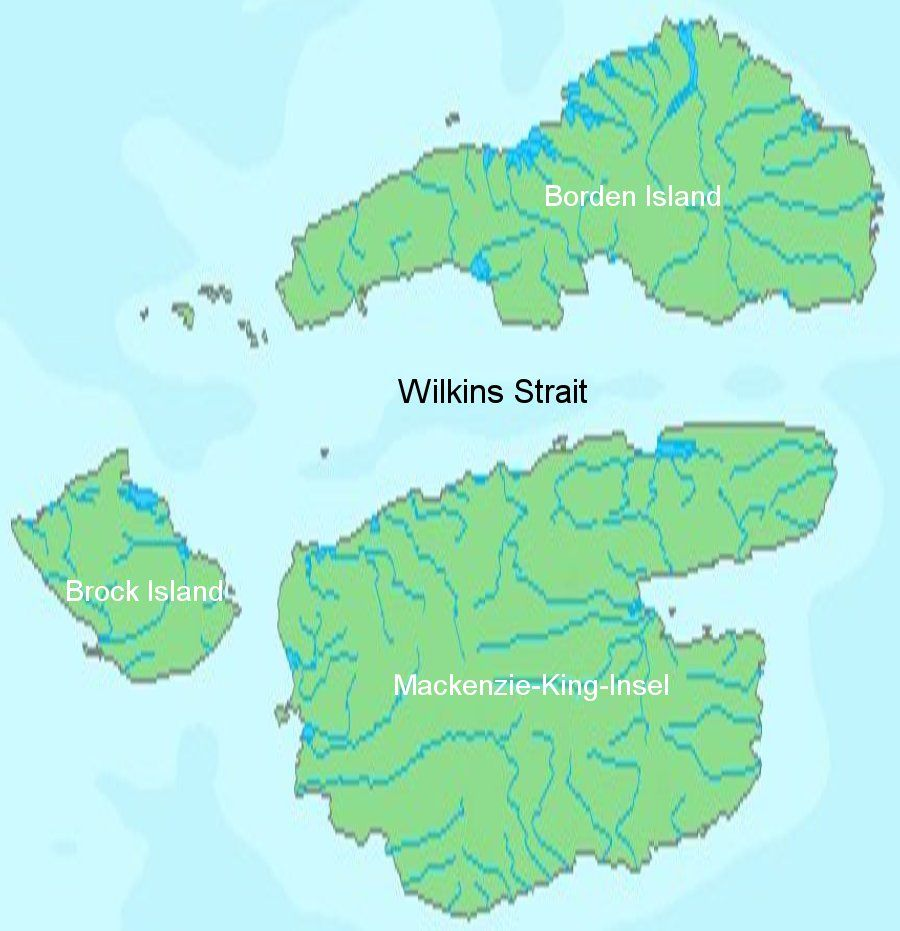
マッケンジーキング島、ボーデン島、ブロック島

マッケンジーキング島（マッケンジーキングとう、英語：Mackenzie King Island）は、カナダのクイーンエリザベス諸島の北西部にある島。島の大半はノースウエスト準州に属し、島の北東端の一部がヌナブト準州に属している。これは西経110度線に沿って境界線が機械的に線引きされているためである。メルビル島の北に位置し、周辺にはボーデン島、ブロック島がある。面積は5,048km2。
1915年にカナダ人の北極探検家、ヴィルヒャムル・ステファンソンが初めて到達した。後にカナダ首相のウィリアム・ライアン・マッケンジー・キングにちなんで命名された。